# Матяші (Шептицький район)
Матяші́ — село в Україні, у Шептицькому районі Львівської області. Населення становить 69 осіб.